# Messerschmitt M 20
Il Messerschmitt M 20, noto anche come BFW M 20 dall'azienda costruttrice, era un monomotore di linea ad ala alta prodotto dall'azienda tedesca Bayerische Flugzeugwerke AG (BFW) tra i tardi anni venti ed i primi anni trenta.

## Storia

### Sviluppo
Nel 1926, dopo la fondazione della compagnia aerea Deutsche Luft Hansa Aktiengesellschaft (DLH), venne richiesto dalla stessa una fornitura di un nuovo velivolo con capienza attorno ai 10 posti da utilizzare sulle rotte passeggeri a medio raggio.
La Bayerische Flugzeugwerke (BFW) propose alla compagnia il progetto dell'M 20, disegnato dall'allora progettista Willy Messerschmitt e caratterizzato da un aspetto che diverrà convenzionale, che basandosi sulle precedenti sue esperienze progettuali venne concepito con un configurazione ad ala alta a sbalzo, una caratteristica dei progetti iniziali di Messerschmitt. L'allora direttore della DLH, Erhard Milch, soddisfatto della proposta commissionò alla BFW un iniziale ordine per dieci esemplari.
Il primo prototipo, versione M 20a WerkNr. 371, venne portato in volo per la prima volta dal pilota collaudatore della DLH Hans Hackmack il 26 febbraio 1928. Durante il volo inaugurale però Hackmack ne perse il controllo in fase di atterraggio causando la perdita del velivolo e rimanendo ucciso nell'incidente.
Il decesso di uno dei suoi migliori piloti collaudatori scosse la direzione dell'azienda che annullò l'ordine precedentemente redatto e causò una frattura nei rapporti tra Milch e Messerschmitt, un problema che si ripercosse dopo l'ascesa del nazismo quando Milch assunse l'incarico di segretario di Stato nel nuovo Reichsluftfahrtministerium, il Ministero dell'Aria del Reich deputato a gestire l'intera aviazione tedesca del periodo.
La commissione riunita per analizzare le cause dello schianto dimostrò che l'incidente venne causato da un errore tecnico per cui gli ingegneri della BFW intervennero nel progetto originale per ovviare al problema e scongiurare un simile comportamento anomalo anche nel secondo prototipo.
Questo, versione M 20a WerkNr. 392 ed equipaggiato con un motore BMW VI, volò il successivo 3 agosto senza riscontrare problemi e registrato dall'azienda costruttrice con le marche D-1480 e battezzato con il nome "Franken". Il velivolo superò con successo le successive prove di volo e venne quindi affidato alla DLH nel luglio 1929 per testarlo in condizioni operative. In quell'occasione venne rimotorizzato con un BMW VI Zu e venne reimmatricolato adottando la nuova convenzione tedesca, assumendo inizialmente le marche D-UFON per poi passare a D-OAQE. Lo stesso esemplare nell'aprile 1933 verrà equipaggiato con un motore BMW VIu.
Il velivolo offrì delle prestazioni eccellenti, risultando il più veloce aereo commerciale di quel periodo e convincendo la DHL a ripristinare l'originale contratto di fornitura.
Venne esposto alla mostra internazionale di Berlino del 1928 (ILA).

### Impiego operativo
Gli M 20 entrarono in servizio continuativo nel 1929 sulle rotte operate dalla DLH che collegavano
la Svizzera via Germania ai Paesi Bassi e la Germania alla Spagna sulla rotta Stoccarda-Marsiglia-Barcellona. Dalla metà degli anni trenta operarono su rotte nazionali e turistiche. Nel 1942 due esemplari risultavano ancora in servizio.
Nel 1937 la compagnia brasiliana Varig acquistò l'M 20b WerkNr. 546 ex D-2341 e D-UKIP dalla DLH. Unico esemplare sopravvissuto al conflitto, venne reimmatricolato PP-VAK ed utilizzato fino al 1948 quando rimase coinvolto in un incidente aereo il 7 marzo di quell'anno.

## Descrizione tecnica
L'M 20 era un velivolo che conservava l'innovativo aspetto, anche se ingrandito, introdotto dal precedente aereo da turismo M 17 e proseguito nelle varie versioni dell'M 18; monomotore, ala alta a sbalzo, carrello fisso.
La fusoliera, a sezione rettangolare, era realizzata completamente in metallo e caratterizzata dalla cabina di pilotaggio chiusa posizionata all'altezza del bordo d'attacco alare. Lo scompartimento passeggeri era ricavato nella zona centrale e dotato sui lati della struttura di una finestratura che favoriva la visibilità del paesaggio sottostante. Posteriormente terminava in un impennaggio convenzionale monoderiva dotato di piani orizzontali a sbalzo.
L'ala, di grande spessore, era montata alta ed a sbalzo.
Il carrello d'atterraggio era fisso e di struttura molto semplice, dotato di ruote di grande diametro collegate ad un assale rigido, completato posteriormente da un pattino d'appoggio.
La propulsione era affidata ad un singolo motore aeronautico BMW VI, un dodici cilindri a V raffreddato a liquido collocato all'apice anteriore della fusoliera racchiuso da un cofano metallico ed abbinato ad un'elica bipala.

## Versioni
M 20a
prima versione di produzione di serie, caratterizzata dalla cabina passeggeri a 8-10 posti e motorizzata con un BMW VIa, prodotta in tre esemplari.
M 20b
come la versione M 20a tranne che per la misura della lunghezza, maggiore peso a vuoto e carico, maggiori prestazioni velocistiche, realizzata in due esemplari.
M 20b2
versione finale, come la M 20b tranne che per la motorizzazione basata su un BMW VIu, realizzata in dieci esemplari.

## Utilizzatori

### Civili
Brasile
- Varig

operò con l'M 20b WerkNr. 546, ex D-2341 e D-UKIP reimmatricolato PP-VAK, acquistato nel 1937 ed utilizzato fino al 1948.
 Germania
- Deutsche Luft Hansa[2]

 Germania
- Deutsche Luft Hansa
- Hansa Flugdienst[2]

### Militari
Germania
- Luftwaffe

operò con otto esemplari ex Hansa Flugdienst utilizzati come aereo da addestramento.

## Velivoli comparabili
Germania
- Focke-Wulf A 17 Möwe